# Plaza Once (Río de Janeiro)
La Plaza Once es una zona histórica del centro de la ciudad de Río de Janeiro, Brasil. Su nombre se deriva de un espacio público que ya no existe en la actualidad. Al no ser oficialmente un barrio de la ciudad, sus límites son imprecisos y no oficiales. Generalmente se considera que se ubica en el límite del centro con el barrio Cidade Nova.
La antigua "Plaza Once de Junio" existió por más de 150 años hasta los años 1940. Se ubicaba en la manzana delimitada por las rúas de Santana (al este), Marqués de Pombal (al oeste), Senador Euzébio (al norte) y Vizconde de Itaúna (al sur). En un inicio era llamada "Largo do Rocio Pequeno", se convirtió en las primeras décadas del siglo XX en uno de los espacios más cosmopolitas de la entonces Capital Federal al albergar familias de inmigrantes recién desembarcados. 